# ایگناسیو تریس
ایگناسیو تریس (اسپانیایی: Ignacio Trelles‎; ۳۱ ژوئیهٔ ۱۹۱۶ – ۲۴ مارس ۲۰۲۰) بازیکن و مربی فوتبال اهل مکزیک بود.
از باشگاه‌هایی که در آن بازی کرده‌است می‌توان به باشگاه فوتبال آمریکا، باشگاه فوتبال کروز آزول، و باشگاه فوتبال مونتری اشاره کرد.